# 高橋芝山
高橋 芝山（たかはし しざん、万延元年（1860年） - 大正6年（1917年））は、明治時代の洋画家。本名は高橋勝蔵（たかはし かつぞう）。芝山と号した。

## 来歴
陸奥国亘理郡（現・宮城県亘理郡亘理町）出身。明治4年（1871年）、亘理伊達氏の開拓団と共に北海道に移住。明治8年（1875年）から明治10年（1877年）にかけて、電信技術修業のため上京。日本画家を志したが、その後、明治18年（1885年）に渡米し、アメリカのサンフランシスコ美術学校で西洋画を学び、明治24年（1891年）に首席で卒業。明治26年（1893年）にシカゴ万国博覧会で一等賞を獲得し、帰国。芝に芝山研究所を設立して徒に教えた。
明治30年（1897年）頃、小林清親に入門した。川村清雄、2代目五姓田芳柳の巴会にも参加した。第3回文展に『桃』を、第4回文展に『甲州葡萄』を出品、入選を果たす。晩年には北海道に戻り、大正6年（1917年）没。享年57。

## 作品
- 「田口和美先生像」 キャンバスに油彩 1894年
- 「静物」 キャンバスに油彩 1908年
- 「桃と葡萄」 キャンバスに油彩 1909年ころ 郡山市立美術館所蔵
- 「静物」 麻布 油彩 1910年 宮城県美術館所蔵
- 「米国カリフォルニヤ州タマルパエス山真景」 紙 水彩 1888年 岐阜県美術館所蔵
- 「カリフォルニア風景」 紙 水彩 1892年 笠間日動美術館所蔵
- 「桑港風景」 紙 水彩 1893年 笠間日動美術館所蔵
- 「函館港」 紙 水彩 1901年 笠間日動美術館所蔵